# Gangi
Gangi település Olaszországban, Szicília régióban, Palermo megyében. Lakosainak száma 6110 fő (2023. január 1.). Gangi Blufi, Calascibetta, Geraci Siculo, Petralia Soprana, Sperlinga, Alimena, Bompietro, Enna és Nicosia községekkel határos.

## Népesség
A település lakossága az elmúlt években az alábbi módon változott:
| Lakosok száma | 6736 | 6668 | 6110 |
|               | 2017 | 2018 | 2023 |